# Нацусіо (1940)
Нацусіо (Natsushio, яп. 夏潮) — ескадрений міноносець Імперського флоту Японії, який брав участь у Другій світовій війні.
Корабель, який став п‘ятим (за датою закладання) серед есмінців типу «Кагеро», спорудили у 1940 році на верфі Fujinagata Shipyards.
На момент вступу Японії до Другої світової війни Нацусіо належав до 15-ї дивізії ескадрених міноносців. 1 грудня 1941-го дивізія прибула з Японії до Палау (важлива база на заході Каролінських островів), а 6 грудня її есмінці вийшли звідси для прикриття загону легкого авіаносця «Рюдзьо», який в день нападу на Перл-Гарбор здійснив рейд на Давао (південне узбережжя філіппінського острова Мінданао). 10—11 грудня Нацусіо разом зі ще одним есмінцем 15-ї дивізії та флагманом ескадри легким крейсером "Дзінцу"  прикривав мінний загороджувач «Яеяма», який здійснив постановку мін у протоці Сурігао (веде зі внутрішніх морів Філіппін до Філіппінського моря між островами Лейте та Мінданао).
12 грудня 1941-го разом з іншими есмінцями своєї дивізії Нацусіо приєднався до прикриття конвою з Палау, що цього дня висадив десант на південно-східному завершенні острова Лусон у Легаспі (японське командування запланувало кілька допоміжних десантів на Філіппінах, що мали передувати вторгненню головних сил до затоки Лінгаєн на заході Лусону).
Невдовзі Нацусіо повернувся на Палау, а вже 17 грудня 1941-го вирушив звідси у супроводі загону, який мав захопити Давао. Висадка відбулась 20 грудня та не зустріла серйозного спротиву.
23 грудня 1941-го Нацусіо разом зі ще трьома есмінцями своєї дивізії та легким крейсером «Дзінцу» рушив з Давао для прикриття десанту на острів Голо у філіппінському архіпелазі Сулу (тут планували створити базу для подальшого просування у нафтовидобувні регіони на сході острова Борнео). Висадка розпочалась наприкінці 24 грудня та вже вранці наступного дня Голо опинився у руках японців.
Невдовзі Нацусіо повернувся до Давао, а в першій декаді січня 1942-го 15-ту дивізію залучили до прикриття десантної операції в районі Менадо на північно-східному півострові острова Целебес (Сулавесі), висадкова частина якої відбулась в ніч проти 11 січня.
21 січня 1942-го Нацусіо залучили до прикриття сил висадки в Кендарі на південно-східному півострові Целебесу, десантування у якому провели в перші години 24 січня.
Наприкінці січня 1942-го Нацусіо разом з іншими есмінцями своєї дивізії провадив прикриття висадки на острів Амбон, десантування на який почалось у ніч на 31 число. Цього разу бої з союзними силами затягнулись на кілька діб і лише 3 лютого острів узяли під повний контроль.
6 лютого 1942-го 15-ту дивізію так само повним складом залучили до операції захоплення Макассару на південно-західному півострові Целебеса. Під час переходу з Кендарі 7 лютого Нацусіо та інший есмінець дивізії «Оясіо» скинули глибинні бомби по місцю можливого перебування ворожої субмарини. Те, що підводна загроза в цьому районі існувала, підтвердилось наприкінці наступної доби, коли сили вторгнення готувались до висадки в Макассарі. За кілька десятків кілометрів південніше від Макассару «Нацусіо» був торпедований американським підводним човном S-37. Корабель не затонув одразу і його повів на буксирі ще один есмінець з тієї ж дивізії «Куросіо», при цьому «Оясіо» забезпечував ескорт. Втім, погіршення погодних умов вранці 9 лютого все-таки призвело до втрати «Нацусіо». «Куросіо» врятував екіпаж потопаючого корабля, проте ще під час атаки на «Нацусіо» загинули 8 моряків.
Можливо відзначити, що «Нацусіо» став першим японським есмінцем, потопленим американськими підводними човнами.